# James Rolph
James Rolph, Jr., né le 23 août 1869 à San Francisco et mort le 2 juin 1934 à Santa Clara, est un homme politique américain, membre du Parti républicain. Il est maire de San Francisco de 1912 à 1931, puis gouverneur de Californie jusqu'à sa mort.

## Biographie
James Rolph commence comme garçon de bureau dans une société d'armement, avant de se lancer dans les affaires maritimes en 1900 en partenariat avec George Hind. Au cours de la première décennie du XXe siècle, il est président de deux établissements bancaires.
Il devient maire de San Francisco le 8 janvier 1912 et est surnommé « Sunny Jim » par ses administrés. En novembre 1930, il est élu gouverneur de Californie. Il prend ses fonctions le 6 janvier 1931 après avoir démissionné de son poste de maire. Son mandat est marqué par la vive polémique liée à son implication dans l'affaire Brooke Hart.
En novembre 1933, Brooke Hart, fils d'un riche commerçant de San José est enlevé par John Holmes et Thomas H. Thurmond. Les deux hommes conduisent le jeune homme sur le pont de San Mateo et lui fracassent le crâne d'un coup de brique avant de le jeter à l'eau. Ils appellent ensuite la famille pour lui extorquer une rançon. La police, qui a retracé un de leurs appels, les arrête quelques jours après et les deux hommes sont mis en détention à la prison de San José. L'affaire ayant fortement ému l'opinion, une foule d'environ 6 000 personnes se rassemble autour de la prison. À la nuit tombée, échauffée, elle prend d'assaut la prison, assomme le sheriff et pend les deux présumés coupables. En réaction, James Rolph déclara :

« C'est la meilleure leçon que la Californie ait jamais donnée au pays. Nous montrons au pays que l'État n'a pas l'intention de tolérer l'enlèvement. Je pense que personne ne sera arrêté pour ces lynchages. Si quelqu'un était arrêté pour ce bon travail, je le gracierai. Pourquoi aurai-je dû envoyer des troupes pour protéger ces deux types ? »

« This is the best lesson California has ever given the country. We show the country that the State is not going to tolerate kidnapping. I don't think they will arrest anyone for the lynchings. If anyone is arrested for the good job, I'll pardon them all. Why should I call out troops to protect those two fellows? »

— Time Magazine
James Rolph décéda le 2 juin 1934 d'une brutale attaque cardiaque.